# Victor Osimhen
Victor James Osimhen (Lagos, 29 december 1998) is een Nigeriaans voetballer die doorgaans als aanvaller speelt. Hij staat onder contract bij Galatasaray. Osimhen maakte in 2017 zijn debuut voor het Nigeriaans voetbalelftal.

## Clubcarrière

### VfL Wolfsburg
Op 13 mei 2017 speelde hij zijn eerste wedstrijd voor de club in de Bundesliga tegen Borussia Mönchengladbach. Hij viel na 59 minuten in voor Paul-Georges Ntep. Eén week later viel de Nigeriaans international opnieuw in, ditmaal tegen Hamburger SV. Met ook nog een invalbeurt in de barragewedstrijd tegen Eintracht Braunschweig klokte Osimhen in zijn debuutseizoen bij Wolfsburg af op drie officiële wedstrijden.
In zijn eerste volledige seizoen bij Wolfsburg kwam Osimhen in twaalf competitiewedstrijden aan spelen toe. Bij die twaalf wedstrijden was Osimhen echter vaak invaller, waardoor hij maar 278 minuten in actie kwam in de Bundesliga. Ook in de DFB-Pokal kreeg hij slechts een invalbeurt van 10 minuten tegen Schalke 04.

### Sporting Charleroi
Op 22 augustus 2018 maakte Sporting Charleroi bekend dat het Osimhen voor één seizoen huurde van Wolfsburg. De uitleenbeurt van de Nigeriaan werd een succes: in zijn derde wedstrijd scoorde hij tegen Waasland-Beveren met een knappe hak door de benen van Davy Roef zijn eerste doelpunt voor Charleroi. Tijdens de heenronde van de reguliere competitie scoorde Osimhen vijf keer in tien wedstrijden, ook in de Beker van België was hij meteen trefzeker tegen Eendracht Aalst.
Na de heenronde zette Osimhen zijn doelpuntenproductie verder: hij scoorde nog zeven keer in de terugronde, vier keer in Play-off 2 en driemaal in de eindronde voor een Europees ticket. Osimhen klokte in zijn debuutseizoen bij Charleroi zo af op twintig goals in alle competities. Charleroi lichtte na het seizoen de koopoptie maar verkocht hem dezelfde zomer door aan het Franse Lille OSC.

### Lille OSC
Osimhen tekende in juli 2019 voor Lille OSC. Op 11 augustus maakte hij zijn debuut in de Ligue 1 tegen FC Nantes en scoorde gelijk twee keer (2-1). Osimhen kwam in dat seizoen ook voor Lille uit in de Champions League en scoorde een goal tegen Chelsea en Valencia. Lille werd echter laatste in de groep. Osimhen werd speler van de maand september en speler van het seizoen van Lille, gekozen door de fans. Dankzij zijn goede seizoen, met 13 goals uit 27 competitieduels, wekte Osimhen de interesse van SSC Napoli.

### SSC Napoli

#### 2020/21
Osimhen ondertekende op 31 juli 2020 een vijfjarig contract bij SSC Napoli. De club betaalde een clubrecord van €70 miljoen voor hem. In zijn eerste officieuze wedstrijd voor Napoli scoorde hij na acht minuten al een hattrick tegen de Italiaanse vierdeklasser L'Aquila Calcio 1927. Zijn eerste officiële doelpunt scoorde hij in de competitie tegen Atalanta Bergamo (4-1) op 17 oktober 2020. Osimhen ging de interlandperiode van november 2020 in met twee goals in zes competitiewedstrijden.
Na de dubbele confrontatie tegen Sierra Leone in november ging het echter bergaf met Osimhen: eerst stond hij wekenlang aan de kant met een schouderblessure, vervolgens testte hij twee keer positief op het coronavirus. Na die lange activiteit had de Nigeriaan last van gebrek aan wedstrijdritme. Naar het einde van het seizoen toe vond hij zijn neus voor goals terug, waardoor hij – mede door vijf goals in vier wedstrijden tussen speeldag 32 en 35 – afklokte op tien competitiegoals in zijn debuutseizoen.

#### 2021/22
In het seizoen 2021/22 ging Osimhen al op de eerste competitiespeeldag in de fout: tegen Venezia FC deelde hij een slag uit aan Daan Heymans toen die bij een hoekschop erg kort kwam verdedigen op de Nigeriaan. Het leverde hem rood op, maar dat belette Napoli niet om met 2-0 te winnen van de promovendus. Na zijn schorsing scoorde hij voor Nieuwjaar vijf keer in de Serie A, waarmee hij zijn club aan de koppositie hielp. Ook in de Europa League was hij belangrijk: op de eerste speeldag hielp hij zijn club met twee goals aan een 2-2-gelijkspel tegen Leicester City, en daarna was hij ook trefzeker tegen Spartak Moskou en Legia Warschau.
Op 21 november 2021 liep hij tegen Internazionale een zware hoofdblessure op na een botsing met Milan Škriniar, die hem meerdere maanden aan de kant hield. Door die blessure moest hij uiteindelijk ook passen voor de Afrika Cup. Hierdoor kon hij op 17 januari 2022 al zijn comeback maken voor Napoli: dat deed hij in de competitiewedstrijd tegen Bologna FC 1909.
Op de 30e competitiespeeldag scoorde hij tegen Udinese Calcio zijn tiende competitiedoelpunt van het seizoen voor Napoli, een evenaring van zijn volledige seizoen 2020/21. Met zijn twee goals tegen Udinese hielp hij Napoli zo aan een 2-1-zege, nadat hij een week eerder ook al twee keer had gescoord in de 1-2-zege tegen Hellas Verona. Osimhen hield zijn club op die manier in de titelstrijd.

### Galatasaray
Medio 2024 wilden Napoli en de superspits van elkaar scheiden, maar deals met topclubs als Chelsea ketsten af. In de nadagen van de transferperiode leek Osimhen een seizoen op het zijspoor te belanden, waarop Galatasaray zijn kans schoon zag. De Turkse transfermarkt sluit namelijk doorgaans later dan de meeste Europese landen. Osimhen zag er heil in en sloot een deal met Napoli. Osimhen verlengde zijn contract met een jaar, zodat hij in de zomer van 2025 niet transfervrij zou worden. Napoli verlaagde op zijn beurt de afkoopsom van 100 miljoen euro naar 75 miljoen euro, om een transfer te vergemakkelijken. De droom werd werkelijkheid. In de laatste dagen van de transferperiode werd vriend en vijand verrast door het spontane nieuws dat Victor Osimhen, op dat moment de op twee na meest waardevolle spits ter wereld met een waarde van 100 miljoen euro, (op huurbasis) zou gaan voetballen in Turkije, bij recordkampioen Galatasaray. De Nigeriaan werd met verre afstand de meest waardevolle voetballer spelend in de Süper Lig. Ondanks geruchten van een eventueel vroegtijdig vertrek in de winterstop, maakte Osimhen zat volledige huurcontract uit bij de Turkse topclub. Het werd het meest vruchtbare seizoen in de carrière van Osimhen. Osimhen brak het record van Mário Jardel, die 34 goals maakte in het seizoen 2000/01, en werd met 37 doelpunten de meest scorende buitenlander in één seizoen bij een Turkse club.

## Clubstatistieken
| Seizoen     | Club          | Competitie  | Competitie | Competitie | Competitie | Beker | Beker | Beker | Internationaal | Internationaal | Internationaal | Totaal | Totaal | Totaal |
| Seizoen     | Club          | Competitie  | Wed.       | Dlp.       | Ass.       | Wed.  | Dlp.  | Ass.  | Wed.           | Dlp.           | Ass.           | Wed.   | Dlp.   | Ass.   |
| ----------- | ------------- | ----------- | ---------- | ---------- | ---------- | ----- | ----- | ----- | -------------- | -------------- | -------------- | ------ | ------ | ------ |
| 2016/17     | VfL Wolfsburg | Bundesliga  | 3          | 0          | 0          | 0     | 0     | 0     | —              | —              | —              | 3      | 0      | 0      |
| 2017/18     | VfL Wolfsburg | Bundesliga  | 12         | 0          | 0          | 1     | 0     | 0     | —              | —              | —              | 13     | 0      | 0      |
| Club Totaal | Club Totaal   | Club Totaal | 15         | 0          | 0          | 1     | 0     | 0     | 0              | 0              | 0              | 16     | 0      | 0      |
| 2018/19     | → Charleroi   | Pro League  | 34         | 19         | 4          | 2     | 1     | 0     | —              | —              | —              | 36     | 20     | 4      |
| Club Totaal | Club Totaal   | Club Totaal | 34         | 19         | 4          | 2     | 1     | 0     | 0              | 0              | 0              | 36     | 20     | 4      |
| 2019/20     | Lille OSC     | Ligue 1     | 27         | 13         | 5          | 6     | 3     | 1     | 5              | 2              | 0              | 38     | 18     | 6      |
| Club Totaal | Club Totaal   | Club Totaal | 27         | 13         | 5          | 6     | 3     | 1     | 5              | 2              | 0              | 38     | 18     | 6      |
| 2020/21     | SSC Napoli    | Serie A     | 24         | 10         | 3          | 3     | 0     | 0     | 3              | 0              | 0              | 30     | 10     | 3      |
| 2021/22     | SSC Napoli    | Serie A     | 27         | 14         | 5          | 0     | 0     | 0     | 5              | 4              | 1              | 32     | 18     | 6      |
| 2022/23     | SSC Napoli    | Serie A     | 32         | 26         | 5          | 1     | 0     | 0     | 6              | 5              | 0              | 39     | 31     | 5      |
| 2023/24     | SSC Napoli    | Serie A     | 25         | 15         | 3          | 1     | 0     | 0     | 6              | 2              | 1              | 32     | 17     | 4      |
| Club Totaal | Club Totaal   | Club Totaal | 108        | 65         | 16         | 5     | 0     | 0     | 20             | 11             | 2              | 133    | 76     | 18     |
| 2024/25     | → Galatasaray | Süper Lig   | 30         | 26         | 5          | 4     | 5     | 1     | 7              | 6              | 1              | 41     | 37     | 7      |
| 2025/26     | Galatasaray   | Süper Lig   | 0          | 0          | 0          | 0     | 0     | 0     | 0              | 0              | 0              | 0      | 0      | 0      |
| Club Totaal | Club Totaal   | Club Totaal | 30         | 26         | 5          | 4     | 5     | 1     | 7              | 6              | 1              | 41     | 37     | 7      |
| TOTAAL      | TOTAAL        | TOTAAL      | 214        | 123        | 30         | 18    | 9     | 2     | 32             | 19             | 3              | 264    | 149    | 35     |

Bijgewerkt tot en met het seizoen 2024/25.

## Interlandcarrière
Osimhen kwam uit voor meerdere Nigeriaanse nationale jeugdelftallen. Met Nigeria –17 won hij in 2015 het WK –17 in Chili. Osimhen werd op dat toernooi topscorer met tien doelpunten: nadat hij vier keer scoorde in de groepsfase liet hij de netten ook nog eens zes keer trillen in de knock-outfase. Na het toernooi kreeg hij de Zilveren Bal. Alleen zijn landgenoot Kelechi Nwakali eindigde boven hem in de verkiezing van beste speler van het toernooi.
Osimhen maakte op 1 juni 2017 zijn debuut in het Nigeriaans voetbalelftal. Hij viel in een oefeninterland tegen Togo aan de rust in voor Ahmed Musa. Hij behoorde twee jaar later tot de Nigeriaanse selectie op de Afrika Cup 2019, zijn eerste eindtoernooi. Hierop kwam hij één wedstrijd in actie, de met 0–1 gewonnen wedstrijd om de derde plek tegen Tunesië.
Osimhen eindigde samen met de Zambiaan Patson Daka gedeeld topschutter van het kwalificatietoernooi voor de Afrika Cup 2021. Voor de eindronde moest hij echter passen: Osimhen liep in november 2021 meerdere breuken in de oogkas en het jukbeen op en raakte niet tijdig fit. Eind december 2021 leek hij in extremis toch fit te raken, maar uiteindelijk viel hij toch af. Zonder hem sneuvelde Nigeria in de achtste finale.

## Erelijst
| Competitie          |             |             |             |             |
| Competitie          | Aantal      | Jaren       |             |             |
| Nigeria –17         | Nigeria –17 | Nigeria –17 | Nigeria –17 | Nigeria –17 |
| ------------------- | ----------- | ----------- | ----------- | ----------- |
| WK –17              | 1x          | 2015        |             |             |
| SSC Napoli          |             |             |             |             |
| Serie A             | 1x          | 2022/23     |             |             |
| Galatasaray         |             |             |             |             |
| Süper Lig           | 1x          | 2024/25     |             |             |
| Turkse voetbalbeker | 1x          | 2024/25     |             |             |

| Individueel                   |    |      |
| Topschutter WK –17            | 1x | 2015 |
| Zilveren Bal WK –17           | 1x | 2015 |
| CAF Jonge Speler van het jaar | 1x | 2015 |
| Prix Marc-Vivien Foé          | 1x | 2020 |
| Topscorer Süper Lig           | 1x | 2025 |